# San Jorge (Santa Fe)
Die Kommune San Jorge befindet sich im Departamento San Martín in der argentinischen Provinz Santa Fe und zählt 16.303 Einwohner (INDEC, 2001). San Jorge wurde am 13. Dezember 1886 durch den Gouverneur José Gálvez gegründet. Am 21. Juli 1961 wurde San Jorge zur Stadt erklärt.
Die Gemeinde ist 270 km von Córdoba, 180 km von Rosario und 152 km von der Provinzhauptstadt Santa Fe entfernt.

## Persönlichkeiten
- Valentín Vada (* 1996), Fußballspieler